# Topologia podwójnego pierścienia

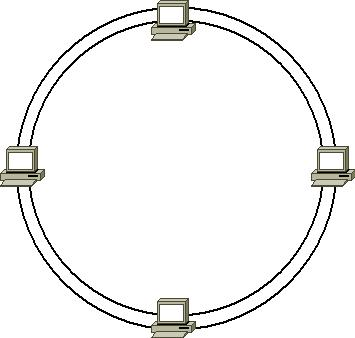
Topologia podwójnego pierścienia

Topologia podwójnego pierścienia (ang. dual-ring) – składa się z dwóch pierścieni o wspólnym środku (dwa pierścienie nie są połączone ze sobą). Topologia podwójnego pierścienia jest tym samym co topologia pierścienia, z takim wyjątkiem, że drugi, zapasowy pierścień łączy te same urządzenia. Innymi słowy, w celu zapewnienia niezawodności i elastyczności w sieci każde urządzenie sieciowe jest częścią dwóch niezależnych topologii pierścienia. Dzięki funkcjom tolerancji na uszkodzenia i odtwarzania, pierścienie można przekonfigurować tak, żeby tworzyły jeden większy pierścień, a sieć mogła funkcjonować w przypadku uszkodzenia medium.
Drugi pierścień może działać na dwa sposoby:
- jako zapasowy, czyli w przypadku uszkodzenia pierwszego pierścienia przejmuje jego funkcję;
- równocześnie z pierwszym pierścieniem podwajając przepustowość sieci, a w przypadku uszkodzenia przejąć jego funkcję.

## Zalety
- możliwość zastosowania łącz optoelektronicznych, które wymagają bezpośredniego nadawania i odbierania transmitowanych sygnałów
- możliwe wysokie osiągi, ponieważ każdy przewód łączy dwa konkretne komputery

## Wady
- złożona diagnostyka sieci
- trudna lokalizacja uszkodzenia
- pracochłonna rekonfiguracja sieci
- wymagane specjalne procedury transmisyjne
- dołączenie nowych stacji jest utrudnione, jeśli w pierścieniu jest wiele stacji
- duża ilość kabli
- większa cena sieci